# حالات (حمص)
حالات قرية في ناحية قرى مركز تلكلخ التابعة لمنطقة تلكلخ في محافظة حمص. تقع غرب مدينة حمص.